# Wikingergräber von Dublin
Koordinaten: 53° 20′ 31″ N, 6° 18′ 35″ W
Die ersten Wikingergräber von Dublin wurden 1836 in Kilmainham, einem Stadtteil von Dublin in Irland, entdeckt. Weitere Funde wurden zwischen 1842 und 1848 sowie im Jahr 1861 gemacht, als eine Eisenbahnlinie und ein Bahnhof errichtet wurden. Dann wieder während des Kiesabbaus im Jahr 1866 und während der Erstellung des Erste-Weltkriegs-Gedenkparks in den Jahren 1933 bis 1934.

## Fundbeschreibung
Es gab zwei Gräberfelder: eines am frühchristlichen Kloster „Cell Maignenn“ (Kilmainham), das andere etwa 800 m westlich bei Islandbridge. In beiden Fällen scheinen die Wikingergräber auf bestehenden Friedhöfen angelegt worden zu sein, auf denen nach christlichem Ritus – also Grabausrichtung Ost-West und ohne Grabbeigaben – bestattet wurde.
In Kilmainham gab es mindestens 17 heidnische Wikingergräber (mit Grabbeigaben), davon 15 männliche und 2 weibliche. Es gab auch Bestattungen ohne Beigaben. Bei Islandbridge gab es mindestens 19 heidnische Wikingergräber, 17 männliche und 2 weibliche. Islandbridge liegt neben einer alten Furt über den Fluss. Die Grabbeigaben enthielten eine große Zahl an:
- Waffen: Axtklingen, Lanzenspitzen, Messer, Schildbuckel, Schwerter,
- Geräten: Nadeln, Pinzetten, Spinnwirtel, Scheren und Sicheln, Zangen
- Handelsartikeln: Waagen und Gewichte

Es gab weitere Gräberfunde in der Umgebung, deren genaue Lage unbekannt ist, die aber zu mindestens 20 anderen heidnischen Wikingergräbern, 16 männliche und 4 weibliche, gehören.
Alle Artefakte stammen aus der 2. Hälfte des 9. Jahrhunderts, was mit der Gründung des Longphort von Dublin im Jahr 841 und dem Aufenthalt der ersten Wikinger bis ins frühe 10. Jahrhundert übereinstimmt.
Die christlichen Friedhöfe mit den heidnischen Gräberfeldern liegen auf einem zwei Kilometer langen Kiesrücken zwischen den Flüssen Camac und Liffey und dem Kloster, das wahrscheinlich umwallt war. Die Furt in der Nähe war geeignet für die Anlandung von Booten und idealer Standort für ein Longphort. Die Wikinger sind dafür bekannt, dass sie nach oder vor Überfällen in Klöstern überwinterten. Es war auch üblich, dass sie ihre Toten auf Friedhöfen beerdigten.
Es wurde vorgeschlagen, dass es sich bei der Furt um Áth Cliath handelt (der irische Name für Dublin ist Baile Átha Cliath – „Stadt an der Hürdenfurt“). Sie liegt oberhalb des Gezeitenhochs. Der in der Regel als Áth Cliath identifizierte Punkt liegt dagegen zwei Kilometer flussabwärts. Er ist etwa 300 Meter breit mit Wattflächen auf den Seiten. Die Friedhöfe scheinen zu zeigen, dass eine Gemeinschaft von Wikingern zwischen Kilmainham und Islandbridge auf dem Klostergelände lebte. Es ist natürlich möglich, dass es zur gleichen Zeit (oder anfänglich) einen anderen Longphort weiter stromabwärts bei Duiblinn gab. Bei Wood Quay am Liffey fanden wenig ergiebige Grabungen statt. Zwei Überlieferungen aus den Jahren 841 und 842 sprechen von einem Longphort bei Dubhlinn, aber die nachfolgenden beziehen sich alle auf Áth Cliath.